# Денисово (Гороховецкий район)
Денисово — деревня в составе Денисовского сельского поселения Гороховецкого района Владимирской области.

## География
Деревня расположена в 3 километрах на юго-запад от центра поселения посёлка Пролетарский и одноимённой ж/д станции на линии Ковров — Нижний Новгород. Недалеко от деревни находятся остатки барской усадьбы.

## История
В XIX — первой четверти XX века деревня входила в состав Ждановской волости Вязниковского уезда, с 1926 года — в составе Олтушевской волости. В 1859 году в деревне числилось 22 двора, в 1905 году — 30 дворов, в 1926 году — 37 дворов.
С 1929 года деревня входила в состав Тураковского сельсовета Вязниковского района, с 1940 года — в составе Денисовского сельсовета, с 1965 года в составе Гороховецкого района, с 2005 года в составе Денисовского сельского поселения.

## Население
| 1859 | 1905 | 1926 | 2002 | 2010 | 2021 |
| ---- | ---- | ---- | ---- | ---- | ---- |
| 163  | ↗203 | ↗213 | ↘34  | →34  | ↗36  |